# Ferrari F1-75
Ferrari F1-75 —  гоночный автомобиль с открытыми колёсами в Формуле-1, разработанный и построенный Ferrari для участия в чемпионате мира Формулы-1 2022 года. Пилотами Ferrari F1-75 стали гонщики Ferrari Шарль Леклер и Карлос Сайнс-младший. Этот гоночный автомобиль стал первым для Ferrari в соответствии с новым техническими регламентом ФИА. F1-75 принёс 4 победы на Гран-при Бахрейна, Австралии, Великобритании и Австрии, и помог Ferrari завоевать 5 подиумов в первых четырёх гонках сезона.

## Результаты выступлений в Формуле-1
| Легенда к таблице |                                                                    |
| --- | ------------------------------------------------------------------ |
| Расшифровка обозначений и цветов представлена в нижеследующей таблице. |                                                                    |
| \| Пример \| Описание \| \| ------------ \| ------------------------------------------------------------------ \| \| 1 \| Победитель \| \| 2 \| Второе место \| \| 3 \| Третье место \| \| 5 \| Финишировал, заработав очки \| \| Сход \| Не финишировал, но при этом заработал очки \| \| 12 \| Финишировал, не получив очков \| \| НКЛ \| Финишировал, но не попал в финальную классификацию \| \| 15 \| Участвовал вне зачёта, либо по отдельной классификации \| \| 18 \| Не финишировал, но попал в финальную классификацию \| \| Сход \| Не финишировал \| \| НКВ \| Не прошёл квалификацию \| \| НПКВ \| Не прошёл предквалификацию \| \| ДСК \| Дисквалифицирован \| \| ИСК \| Исключён из протокола соревнований \| \| ТТ \| Заявлен для участия только в тренировках \| \| НС \| Участвовал в квалификации, но не стартовал в гонке \| \| Т \| Травмирован или болен \| \| ОТК \| Отказ от участия \| \| НТР \| Прибыл на соревнования, но на трассу не выезжал \| \| НПР \| Был заявлен в числе участников, но не прибыл к началу соревнований \| \| О \| Соревнования отменены \| \| \| Не участвовал \| \| Поул-позиция \| \| \| Быстрый круг \| \| |                                                                    |
| Пример | Описание                                                           |
| 1 | Победитель                                                         |
| 2 | Второе место                                                       |
| 3 | Третье место                                                       |
| 5 | Финишировал, заработав очки                                        |
| Сход | Не финишировал, но при этом заработал очки                         |
| 12 | Финишировал, не получив очков                                      |
| НКЛ | Финишировал, но не попал в финальную классификацию                 |
| 15 | Участвовал вне зачёта, либо по отдельной классификации             |
| 18 | Не финишировал, но попал в финальную классификацию                 |
| Сход | Не финишировал                                                     |
| НКВ | Не прошёл квалификацию                                             |
| НПКВ | Не прошёл предквалификацию                                         |
| ДСК | Дисквалифицирован                                                  |
| ИСК | Исключён из протокола соревнований                                 |
| ТТ | Заявлен для участия только в тренировках                           |
| НС | Участвовал в квалификации, но не стартовал в гонке                 |
| Т | Травмирован или болен                                              |
| ОТК | Отказ от участия                                                   |
| НТР | Прибыл на соревнования, но на трассу не выезжал                    |
| НПР | Был заявлен в числе участников, но не прибыл к началу соревнований |
| О | Соревнования отменены                                              |
| | Не участвовал                                                      |
| Поул-позиция |                                                                    |
| Быстрый круг |                                                                    |

| Сезон     | Шасси         | Двигатель             | Ш | Гонщики      | 1   | 2   | 3    | 4    | 5   | 6    | 7   | 8    | 9   | 10  | 11   | 12   | 13  | 14  | 15  | 16  | 17  | 18   | 19   | 20  | 21  | 22  | Место | Очки |
| --------- | ------------- | --------------------- | - | ------------ | --- | --- | ---- | ---- | --- | ---- | --- | ---- | --- | --- | ---- | ---- | --- | --- | --- | --- | --- | ---- | ---- | --- | --- | --- | ----- | ---- |
| 2022      | Ferrari F1-75 | Ferrari 066/7 1,6 V6T | P |              | БАХ | САУ | АВС  | ЭМИ  | МАЙ | ИСП  | МОН | АЗЕ  | КАН | ВЕЛ | АВТ  | ФРА  | ВЕН | БЕЛ | НИД | ИТА | СИН | ЯПО  | США  | МЕХ | САП | АБУ | 2     | 554  |
| 2022      | Ferrari F1-75 | Ferrari 066/7 1,6 V6T | P | Шарль Леклер | 1   | 2   | 1    | 6    | 2   | Сход | 4   | Сход | 5   | 4   | 1    | Сход | 6   | 6   | 3   | 2   | 2   | 3    | 3    | 6   | 4   | 2   | 2     | 554  |
| 2022      | Ferrari F1-75 | Ferrari 066/7 1,6 V6T | P | Карлос Сайнс | 2   | 3   | Сход | Сход | 3   | 4    | 2   | Сход | 2   | 1   | Сход | 5    | 4   | 3   | 8   | 4   | 3   | Сход | Сход | 5   | 3   | 4   | 2     | 554  |
| Источник: |               |                       |   |              |     |     |      |      |     |      |     |      |     |     |      |      |     |     |     |     |     |      |      |     |     |     |       |      |

### Комментарии
1. ↑  Завоевал «большой шлем»: стартовал с поул-позиции, лидировал на финише каждого круга гонки и победил, показав при этом быстрый круг.
2. 1 2 3  Получил дополнительные семь очков за второе место в спринте.
3. ↑  Получил дополнительные три очка за шестое место в спринте.
4. ↑  Получил дополнительные пять очков за четвёртое место в спринте.
5. ↑  Получил дополнительные шесть очков за третье место в спринте.